# 2019冠狀病毒病疫情世界衛生組織相關爭議

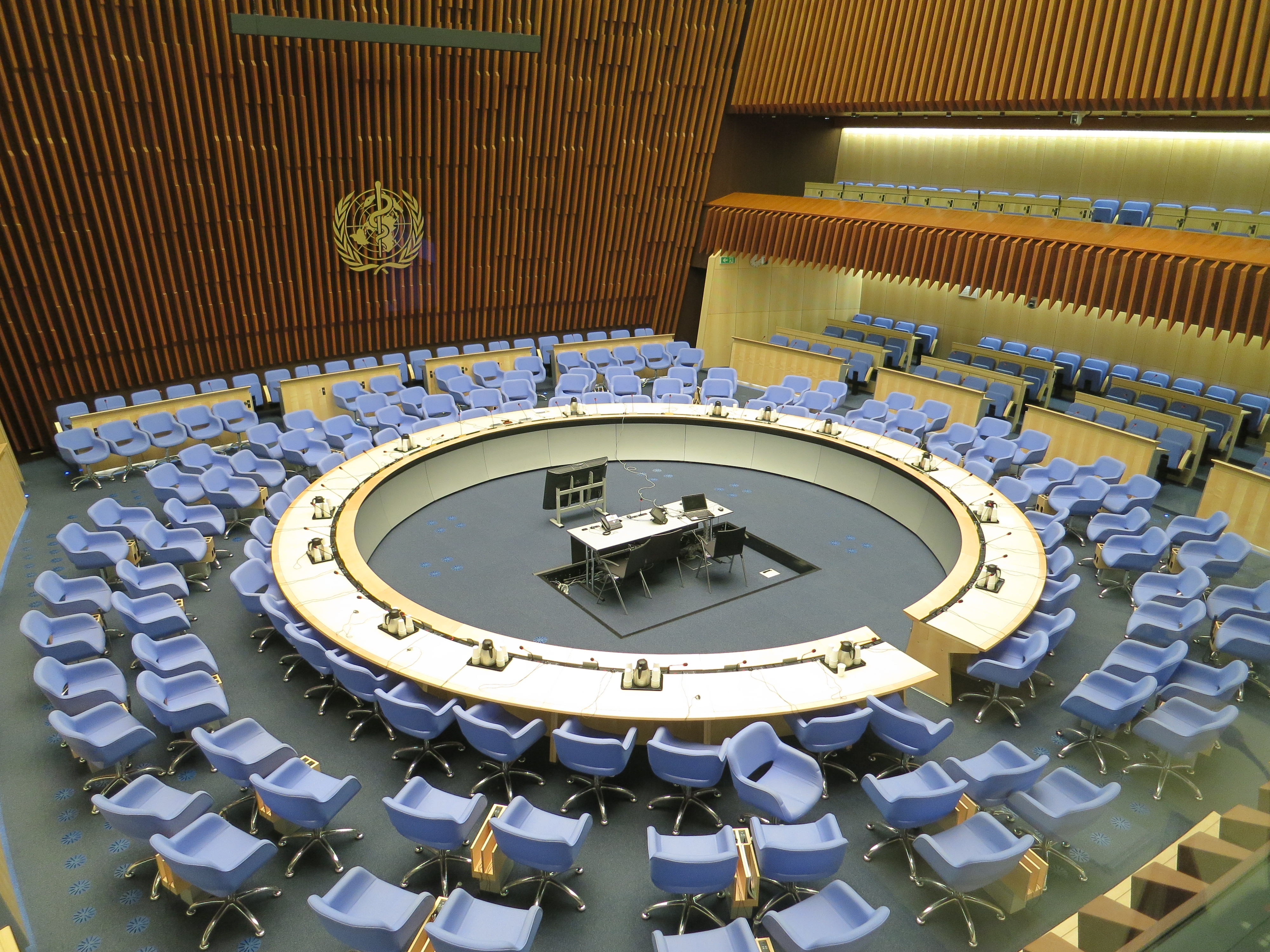
位于日内瓦的世界卫生组织总部。

2019冠狀病毒病疫情世界衛生組織相關爭議，是指世界衛生組織（以下簡稱世衛組織）在2019冠狀病毒病疫情中的相關爭議。

## 世卫组织早期行动

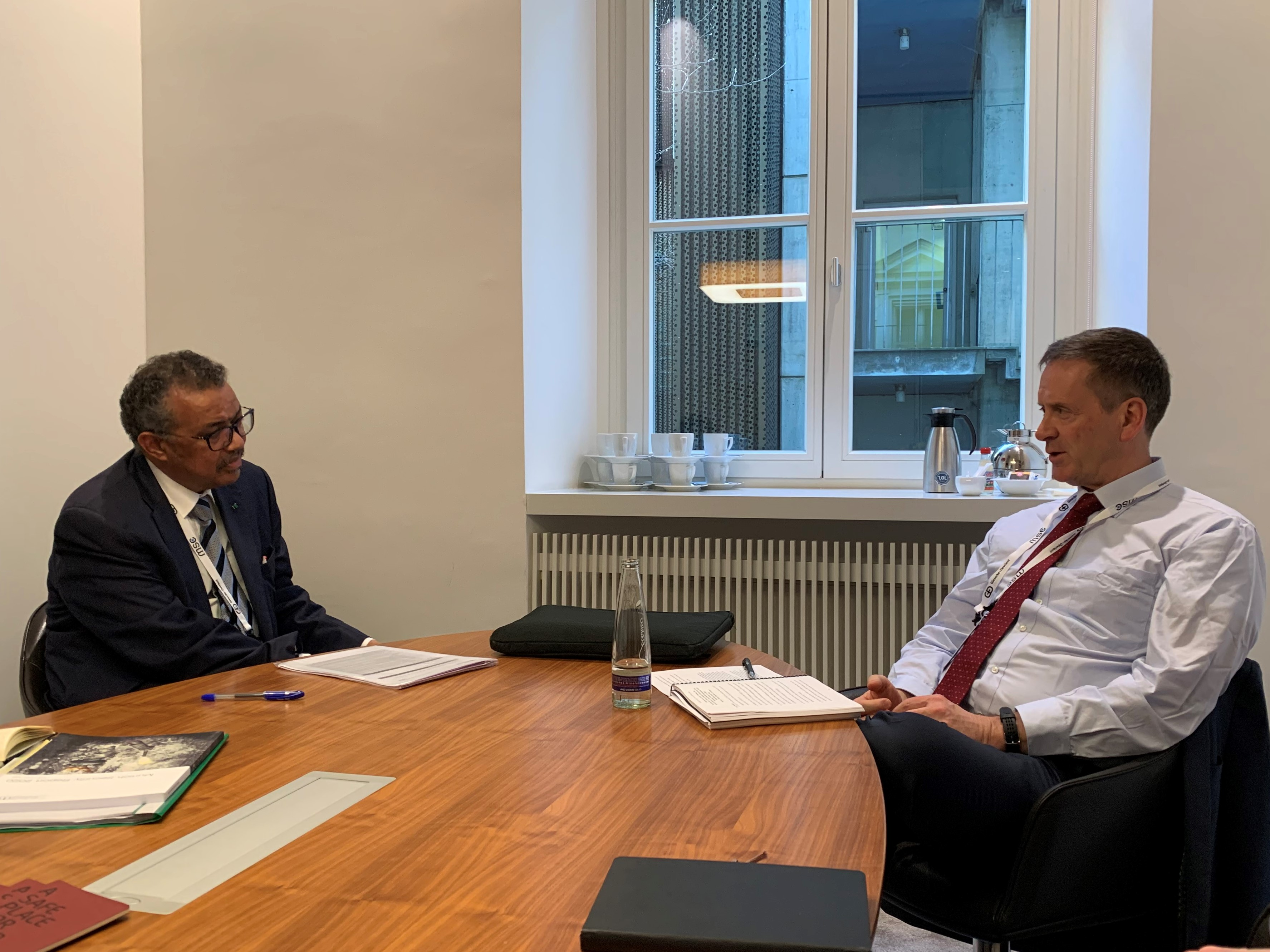
2020年2月，譚德塞在第56屆慕尼黑安全會議上與美國國際開發署署長馬克·安德魯·格林會面

### 2020年1月
2020年1月14日，世界衛生組織在社交專頁表示「中國政府進行的初步調查，找不到武漢新型冠狀病毒感染的肺炎個案，有清晰人傳人的證據」，同日，世界衛生組織發言人回覆香港電台的查詢，世衛稱未有證據顯示會有限度「人傳人」。泰國於1月13日發現一名中國遊客感染新型肺炎病毒，這名來自中國武漢的63歲女遊客於2020年1月8日抵達泰國曼谷國際機場時被發現高燒，因此被送往醫院檢查，其後被送到暖武里府一所傳染病研究所接受治療，該名武漢遊客是中國大陸以外的首宗確診個案，多家媒體都關注該病毒會否人傳人，有媒體聲稱引述世衛指該病毒或會「有限度人傳人」，惟世衛於同日晚上卻否認有關報導，世衛稱「這是嚴重誤解」，又指「目前還沒有證據表明該病毒能進行有限的人際傳播」，而世衛在1月14日發給英國廣播公司的聲明稱「該種病毒的傳播方式仍未確認，並未有明確證據表明其可以在人際間傳播」。
2020年1月23日，中华人民共和国政府决定为了控制COVID-19疫情对武汉实施封城，并在武汉以外的中国大陸地区甚至其他国家出现一些确诊病时，谭德塞表示疫情在中国大陸是一起突发事件。对于是否构成全球突发卫生事件，突发事件委员会对此存在分歧。
1月28日，世卫组织总干事谭德赛前往北京先後與中華人民共和國國務委員兼外交部長王毅和中共中央總書記兼國家主席習近平會面，并稱讚中華人民共和國政府公開透明發布資訊、用創紀錄短的時間甄別出病原體、及時主動同世衛組織和其他國家分享病毒基因序列，指其行動速度之快、規模之大，世所罕見，經驗值得其他國家借鑒。譚德塞在記者會上特別解釋這不是對中華人民共和國投不信任投票，相反的對其控制疫情的能力充滿信心，絕不懷疑中國大陸的透明度以及對保護人民的承諾。
1月27日，世界衛生組織在新冠肺炎事件现况报告中表示，新型冠状病毒感染的肺炎在中国的风险「非常高，在区域层级上高，在全球层级上也高」，同時承認，在1月23日、24日、25日的报告中曾表示全球风险「一般」，是做了「不正确」的陈述。1月28日，世衛组织承认对新型冠状病毒肺炎疫情犯有轻视忽略错误，没有适当估量武漢肺炎疫情扩散的危险。同日，谭德塞在北京訪問時表示，不主张各国从中国撤侨，並表示“世界卫生组织坚持以科学和事实为依据作出判断，反对过度反应和不实之辞”。世衛組織發言人賈撒列維克在接受自由亞洲電台採訪時則表示「关于各国想从武汉撤侨，世卫的立场是：这是由各国政府自主做决定的事」。
1月30日，世卫组织宣布爆发于中国华中地区城市武汉的2019冠狀病毒病疫情为「國際關注的突發公共衛生事件」。在宣布之日，全球已经确诊7,818起病例，覆盖世卫组织五个区域的19个国家或地区。WHO稱除了鑽石公主號的特殊個案之外，看不到有持續本土傳播的情況。同日，法國國際廣播電台的報導指出，世衛總幹事譚德塞曾警告各国政府针对新型冠状病毒疫情應「采取行动」。
1月31日，美國發布旅行禁令以阻止新冠病毒散播，谭德塞表示旅行禁令和限制措施可能會散播恐慌和污名化，幾乎沒有公共衛生效益。他反對「不必要地干涉國際旅行和貿易」，並建議其他國家不要效法美國。

### 2020年2月
2月3日，香港《明報》報道，世界衛生組織前西太平洋地區主任尾身茂認為由於資訊不明朗，22日至23日首次討論時未列入國際關注的突發公共衛生事件是情有可原，但不應晚至1月31日才正式宣告。同日，世界衛生組織在日內瓦召開執委會會議，總幹事譚德塞繼續表示無必要採取措施干預國際旅遊及貿易，又呼籲各國做決定要基於證據。中國代表團亦批評有國家無視世衛建議，禁止湖北人入境或取消往返中國航班。
此後疫情在各国持续升温，谭德塞于2月24日和26日时表示不会宣布「大流行」，并表示「将对是否使用『大流行』一词来描述新冠疫情持续评估。并未排除大流行的可能性，只是使用这个词不符合事实，且肯定会引起恐慌」，「轻易使用大流行这个词没有任何实际好处，反而有巨大风险，可能会加剧不必要和不合理的恐惧心理和污名化现象，并使系统陷入瘫痪」。

### 2020年3月
3月11日，世卫组织最终评估，COVID-19已具有大流行特征。

## 疫情初期应对相关争议

### 世衛組織怎樣獲悉武漢發生疫情的爭議
世卫组织在早期的疫情新闻稿中，就提到世卫组织驻华代表处在2019年12月31日獲悉武漢發生的病例，並沒有提到是中國官方主動通報，世衛於是在2020年1月1日要求中國官方提供資料。世界卫生组织於2020年6月29日更新疫情時序表，顯示世衛組織首次得悉中國爆發疫情是因為世界卫生组织驻中国办事处於2019年12月31日在武汉市卫生健康委员会的网站上找到《武汉市卫健委关于当前我市肺炎疫情的情况通报》的文件
，並非中國官方主動接觸世衛組織並通報發生疫情，世衛駐中國辦事處當日將查獲的資料转发并通報給世衛西太平洋區域辦事處，世界衛生組織得悉後於2020年1月1日及2日兩度要求中國提供有關病例的資訊，中华人民共和国政府则于2020年1月3日才向世卫组织通报疫情。
德國之聲、香港852郵報、香港电台、Now新聞、台湾联合新闻网、新加坡联合早报，均在世卫组织更新疫情時間軸後報導“首批在中國武漢出現的病例並非由中國當局主動通報”。中國官方則反駁認為在2020年12月31日已算是通報，惟世衛組織由國際專家組成的「大流行防範和應對獨立小組」於2021年1月20日發表的中期報告指出早在2019年11月武漢已傳出多宗不明原因感染肺炎病例，即使根據武漢官方聲稱在12月8日發現病例，也是遲了三星期才通報世衛，病毒會人傳人傳播更要到2020年1月中旬才承認，錯過在早期阻止疫情蔓延的時機。

### 台湾疾控署通报世衛組織及发现病毒人传人的争议
2020年4月11日，中華民國疾病管制署表示，该署在2019年12月31日以電子郵件向世界衛生組織國際衛生條例聯繫窗口提及武漢出現「非典型肺炎」、「病患已進行隔離治療」，並要求其提供進一步資訊，也向中国疾病预防控制中心確認疫情，中国疾控中心於傍晚回應已派專家赴武漢進行調查，指出近期當地發現27例肺炎病例，7例病情危重，均已進行隔離治療，有2例病情好轉。臨床表現主要為發燒，少數病人呼吸困難，呈雙肺浸潤性病灶，大部分病例為武漢市江漢區華南海鮮城經營戶，尚未發現明顯人傳人現象及醫護人員感染。台灣於同日開始對從武漢直航台灣的入境班機進行登機檢疫。
世界卫生组织公共卫生紧急计划执行主任莱恩（Michael Ryan）表示，台湾这封电子邮件没有谈到“人传人”现象，仅仅是想了解情况，且台湾感谢WHO重视这个问题。世卫组织总干事谭德塞在接受法国传媒访问时指，第一封电子邮件不是来自台湾，当时许多其他国家及地区都要求说明，而第一份疫情通报来自中国武汉。谭德塞表示，很明确的是台湾没有通报关于“人传人”，台湾与其他“实体”（entity）一样仅是要求更多说明，因此，“我们没有在12月31日收到台湾通报‘人传人’”。 WHO所有文件都可以查证，从台湾收到的电子邮件是为了澄清中国大陆的通报内容，别无其他。
2020年4月11日，台灣指揮中心指揮官陳時中公布通報電郵全文並批評世界衛生組織。陳時中表示，"WHO是“內行人講外行話”，任何公衛或醫師都明白，什麼樣的狀況需要隔離治療。若說“隔離治療”不是警訊，那什麼才叫警訊？" 陳表示，"為求慎重，我方在電郵中特別提及「非典型肺炎」、尤其「病患已進行隔離治療」，公衛專業人員即能由此研判該等病例有「人傳人」的可能。但我國尚未有病例，無法直接明示該疾病已人傳人"
2020年4月17日，国务院台湾事务办公室表示，“台防疫部门曾于2019年12月31日向世卫组织发函示警新冠肺炎病毒人传人”之说法完全不符合事实。批评民进党方面“现在又大肆炒作『邮件示警』，可见其用心并不是公共卫生防疫，不过是不断暴露『以疫谋独』的政治目的而已。”

### 世卫组织对疫情的早期判断相关批评
有专家批評中國和世衛淡化危機，令世界各國錯失了控疫時機。《世界報》亦質疑，世界衛生組織於1月22日至23日進行首次討論時，未宣告國際關注的突發公共衛生事件是受到中華人民共和國壓力。菲律賓專家萊琼（Tony Leachon）則批評世界衛生組織決定是政治導向，阻礙各國實施旅行禁令。
美國之音批评指，2019年12月底前有不少於9名不明肺炎病例的樣本被從武漢各醫院採集，基因測序顯示病原體是一種類SARS冠狀病毒，且中國大陸的科學家於1月2日就已經測出了新冠病毒的基因組序列，然而因為政府管控而無法及時公佈。文章又稱，在聯合專家考察組2月16日開始為期9天的在華考察調研工作前，世衛組織和美國疾控中心提出的組建聯合專家組進入中國大陸進行實地考察和援助的請求被多次拒絕，而1月20日到21日中國大陸專家和世衛組織西太平洋地區的專家對武漢僅進行了短暫的考察。根據《國際衛生條例》，成員國被要求要在24小時內及時透明的提供信息，並對疫情帶來的風險參與「協作評估」，世衛組織的「流行病情報服務」小組成員通常會在24小時內啟程。
BBC中文网質疑世衛對疫情作出決定及採取行動不是從公共衛生出發，有記者認為世衞給予中華人民共和國政府讚揚是為求對其保面子。谭德塞当场回应该名记者，举例证明中国在抗击疫情过程中做出了实实在在的事情，因此“中国不用要求我们表扬”。谭德赛强调，并非只有世卫组织自己表扬中国，几乎所有成员国同样称赞了中国，且这些称赞是有道理的。他还表示，世卫组织因为赞扬中国而受到许多外界压力，但世卫不应迫于压力而不说真话。

### 被世卫独立专家小组批评
2021年1月18日，由世界卫生组织总干事谭德塞委托的一个独立专家小组针对疫情发布了调查报告，批评世卫组织及中国政府在疫情初期应该更有效压制疫情扩散，却没有及早采取遏制措施，导致疫情在全球扩散，呼吁改革世卫组织。该独立小组也在报告中强调，这些失误不该成为其他国家领导人在防疫上屡屡失误的藉口。报告指出，即使卫生官员发出了明确的警告信号，但是“在太多的国家，这一信号被忽视了”。

### 被獨立委員會批評應對疫情反應慢
2021年5月12日，負責評估世衞應對疫情手法的獨立審查委員會發表報告，批評世衞和國際社會對疫情反應遲緩以及協調性差，導致疫情一發不可收拾。委員會點名提到中國有明顯延誤通報疫情消息，其他國家早期採觀望態度，導致疫情失控。提出多項建議，包括大幅改革世衞，限制總幹事任期、增設機構追究有關國家責任。

## 对世卫组织总干事谭德塞的批评
对于谭德赛及其代表的世卫组织的表现，美国、巴西及中华民国等提出了强烈质疑。谭德塞支持中华人民共和国政府疫情应对措施的言論令世衛遭台湾指責為「維尼快樂組織」（Winnie Happy Organization）及「CHO」（China Health Organization）。
2月2日，一名生活在加拿大的網民叶一森（Osuka Yip）在Change.org發起要求世界衛生組織總幹事譚德塞辭職的連署，請願書內容指稱，譚德塞1月23日拒絕宣布新冠肺炎為全球衛生緊急情況，疫情卻在5天內從800人感染上升至接近10,000人，增加10倍以上；連署人數於4月24日突破百萬。
《華爾街日報》在4月5日發表社論批評譚德塞對肺炎疫情在全球蔓延是難辭其咎，社論指台灣在2019年12月31日已警告病毒有人傳人的跡象，惟世衛於2020年1月14日仍在推特稱「中國初步調查未發現明確人傳人證據」，直至一周後才改口，評論宣称世衛因忌憚北京而延誤防疫，而罪魁禍首是世衛總幹事譚德塞，並批評世衛已成為政治化的「馬奇諾防線」。美國共和黨籍參議員玛尔塔·麦萨利接受美國福斯财经网訪問時斥責譚德塞一直幫助中華人民共和國隱瞞2019冠状病毒疫情，導致全球民眾的不必要死亡，要求他立即辭職下台。
4月10日，美國參議院外交委員會委員共和黨籍议员托德·揚因認為世衛替中華人民共和國護航，要求譚德塞到美國國會出席聽證會，以說明其防疫缺失。7月，美國國務卿蓬佩奧在英國訪問時表示譚德塞被中華人民共和國收買。就美國方面針對世卫组织的言論，非洲联盟委员会主席穆萨·法基在4月9日表示，“我对美国政府反对世卫组织全球领导地位的举动感到惊讶。现在应该把焦点放在国际社会团结应对疫情的斗争上。”南非總統西里尔·拉马福萨、法国总统马克龙等领导人則对谭德塞大力支持。联合国秘书长安東尼歐·古特瑞斯表示該病毒是「在我们的一生中是前所未有的，需要做出前所未有的反应」。世卫组织在世界抗疫中扮演关键角色必须得到支持。

### 譚德塞对個人受到台湾網路攻擊及种族歧视的指控
2020年3月26日，《上報》引述台灣外交人士談話報導，根據世衛總部日內瓦傳回的消息，美國官員二月曾向台灣透露，譚德塞曾私下怒斥網路社群上出現大量抨擊他親中及不適任的言論，是來自台灣發動網軍在背後操作，又批評台灣爭取參與世衛「另有政治目的」。3月27日，中華民國總統府發言人張惇涵回答台灣媒體提問表示，他不是很清楚譚德塞說了什麼，但這不是事實，他認為事實是愈來愈多國家質疑世衛處理疫情不力。他進一步表示世衛的領導人「不應該讓政治凌駕專業」。
4月8日，谭德塞在世卫组织发布会上表示，“我能告诉你，针对我的个人攻击早在2到3个月前就开始了。这包括对我的辱骂，甚至用“黑人”（black） 、“黑鬼”（negro）等种族歧视言论攻击我。我对我的肤色感到骄傲。说真的，我不在乎这些言论。我很高兴你提了这样的问题，也许我第一次公开回应人身攻击、甚至死亡威胁：我一点都不在乎”，“如果你要我细讲，3个月前，这种对我的人身攻击来自于台湾。我们需要坦诚，我今天就直说了，这来自台湾”，“台湾外交部，他们知道有人对我发起个人攻击的行为，而且他们也不否认参与其中。在我遭到人身攻击时，他们还继续指责我”。
新加坡《联合早报》指，中华民国总统府发言人黄重谚3月22日曾在其个人脸书上发文，公开对谭德塞使用带有侮辱性质的标签“#这是武汉脑炎吗#”。中国大陆《海峡导报》指，駐德國台北代表處代表谢志伟则使用台语脏话“挫塞”谩骂谭德塞。北京国际关系学院公共管理系副教授于强表示，他们通过对于台湾最大網路论坛PTT的主版块Gossiping进行了全文数据抓取，然后按照谭德塞、世卫组织（WHO）、总干事（秘书长、干事长）的关键词对数据进行了清洗提取，最终发现，台湾網路上对于谭德塞的谈论是从1月27日开始的，截止4月12日，与谭德塞相关资讯总声量达79120条，PTT对“谭德塞”相关词汇所提及的侮辱性词汇包括尼哥、垃圾、黑鬼、支那等。
4月9日，中华民国外交部發出聲明抗議譚德塞的「誣衊行為極不負責」，未經查證且不符事實，要求譚德塞道歉。中华民国总统蔡英文也发文表示抗议，称“台湾向来反对任何形式的歧视”，并邀请谭德塞访台，以感受「台灣人民如何努力在遭受歧視和孤立之中，堅持走向世界、貢獻國際社會」。除官方聲明外，在野黨亦相繼譴責其言論，中國國民黨發布聲明「世衛組織主管不應在未有明確證據的情況下，就將其近來所受的抨擊均歸咎於台灣」；台灣民眾黨呼籲「譚德塞應慎重反省WHO對外發表武漢肺炎的相關言論公信力之低落」；時代力量在臉書發文要求譚德塞「正式向台灣道歉、並且下台負責」。中华人民共和国外交部发言人赵立坚在例行记者会上表示，中方反对任何借疫情搞政治化、污名化的行为，强烈谴责针对谭德塞总干事的人身攻击和种族主义言行，中方支持世界卫生组织在全球抗疫合作中继续发挥领导作用。
4月10日，法務部調查局發佈網路調查結果，指譚德塞所言對其近3個月系統性的的人身攻擊查無證據，調查局又發現推特上出現表示「台灣人就種族歧視向譚德塞道歉」的大量複製圖文，且IP來源來自中國大陸，認為有人有意製造一種台灣人最初有攻擊譚德塞的印象。5月12日，美中經濟暨安全檢討委員會發布報告指出，有關譚德賽指控台灣種族歧視，其言論攻擊是由來自中國大陸網軍偽裝，目的是要讓台灣與世衛組織的關係更加疏離。
国务院台湾事务办公室发言人朱凤莲表示「民进党当局‘以疫谋独’不择手段，恶毒攻击WHO及谭德塞，纵容绿营网军肆意散布种族歧视言论，对此表示强烈谴责”，“奉劝民进党当局立即停止政治操弄”。中国大陆环球网以及《海峡时报》报道指，一些台湾高层政治人物在疫情发生后至今，不断在社交媒体平台上针对谭德塞进行「人身攻击」。台湾官方却声称「没有找到台湾的攻击」。

## 对世卫组织助理总干事布鲁斯·艾尔沃德的批评
2020年2月24日，艾爾沃德在北京舉行新聞發布會上表示，「中國大陸的（防疫隔離）方法被事實證明是成功的，我想對武漢人說『全世界都欠你們』」。事後媒體人弗菲爾在推特發文指出，艾爾沃德未遵守隔離檢疫14天才能離境的規定，就搭機離開中國大陸，對此艾爾沃德回應稱，自己沒有去過武漢任何「骯髒的區域」（dirty areas），而且同天早上已接受冠狀病毒核酸檢測。2月25日，艾爾沃德在日內瓦召開記者會表示「如果我感染病毒，我想在中國大陸得到治療」。
2020年3月28日，香港電台節目《脈搏》記者唐若韞因應臺灣於2019冠狀病毒病疫情期間維持較低染病人數，透過網路視訊採訪艾爾沃德。艾爾沃德被問到「世界衛生組織是否會重新考慮臺灣的會籍問題」，他停頓九秒後表示沒聽見，唐若韞表示自己可以重複提問，艾爾沃德則表示不用重複了，直接問下一個問題就好，當唐若韞表示「我想問跟臺灣有關的議題」，此時艾爾沃德疑似切斷視訊。重新接通後唐若韞問到「你是如何評斷臺灣到目前為止在防疫方面上的表現」，艾爾沃德則說「我們已經談論過中國了，如果你看中國各個地區，他們其實都做得相當不錯」。
3月29日，艾爾沃德在世衛官網上的英文個人資料被移除。世衛發言人解釋，由於艾爾沃德的職員於3月27日提出要求將其存檔，很不幸時間點遇上視訊採訪，媒體因此誤解了。世衛發言人賈撒列維克在回覆中央通訊社相關提問的電子郵件中表示，臺灣的世衛成員資格問題取決於世衛會員國，而不是世衛組織工作人員。且世衛組織正與所有衛生部門密切合作，包括臺灣的專家。世衛在官網發表聲明指，目前臺灣2019冠狀病毒病感染率相對較低，世衛向包括臺灣在內的各地區衛生當局學習經驗，以便在全球分享最佳做法。

## 世卫组织与各地区政府关系相关争议

### 对世卫组织与中华人民共和国关系的批评
3月26日，日本參議院財政金融委員會會議上，有日本在野黨議員發言批評WHO未能保持政治上中立，要求世界衛生組織總幹事譚德塞辭職，副總理兼財務大臣麻生太郎回應批評「WHO不是世界衛生組織，應該改成中國衛生組織」亦稱其為「CHO」（China Health Organization），又並要求總幹事譚德塞辭職。
2月6日，針對譚德塞曾表示不用「大流行」一詞形容新冠病毒肺炎疫情，世界衛生組織泰國代表蘇威（Suwit Wibulpolprasert）在世衛第146次執行委員會會議中說：「他（總幹事譚德塞）才剛去過北京，現在又來這裡開會，我們大家有被傳染的風險，尤其是主席你最危險，因為你一直坐在總幹事旁邊，我個人倒是很安全，因為過去這幾天總幹事都不跟我握手。」說畢會場內發出笑聲，其中蘇威前座的印度代表忍不住發笑。蘇威又調侃世衛應到重疫區武漢舉行全球會議，順便趁游客很少欣賞超過2000年歷史的黃鶴樓，以給予世界信心。若能成行，自己愿意拿出一半的退休金赞助，并自费参与此会议。他又指世衛早前建議不要限制對中國大陸的旅行的建議已經被打破，許多國家都自行制訂了限制中國大陸遊客的措施。又指世衛處理新冠肺炎疫情的做法與2009年處理H1N1新型流感相比完全相反，批評世衛對不同疫情有雙重標準甚至三重標準。3月12日，中国官媒《环球时报》認為实际上苏威當時只是开了一些玩笑，用于调侃最近疫情被政治化的现状，又認為蘇威支持谭德塞的对策，但他的话被媒体断章取义和歪曲炒作。台湾《自由时报》则认为这是对中国大陆和谭德塞的嘲讽。
3月2日，世衛組織總幹事譚德塞表示大韓民國、義大利、伊朗、日本等國的疫情最令人擔心，引發日本輿論批評，指控WHO一開始缺乏危機意識，只顧拍中國馬屁，才導致這場疫情全球大爆發，如今根本毫無信用可言。13日則在記者會提及日本內閣總理大臣安倍晉三，稱讚他領導抗疫有方，並提到日本捐給世衛1億5500萬美元。日本共同社引述外交人士說法表示：「簡直是毫不隱諱（的口惠）。」《共同社》指出，譚德塞點名讚揚國家領導人防疫作為相當罕見，先前有此「殊榮」的是中共總書記習近平。此前譚德塞曾多次提及習近平積極抗疫，並感謝中國捐款2000萬美元。德國《明鏡周刊》指，根據德國聯邦情報局調查，譚德塞與習近平在1月21日通話時，被要求世衛不要發布病毒人傳人的訊息，及延後全球大流行的警告。德國的結論是由於中國下令封鎖消息，全球損失4到6個星期的時間對抗病毒，如果不是中國隱瞞訊息，疫情會容易控制得多。
4月，世卫組織驻华代表高力（Dr Gauden Galea）接受英国天空新闻採訪时辯稱，「世卫多次向中国要求参与新冠病毒的调查工作，但都遭到拒绝。」至於世衛曾表示2019冠狀病毒病不會傳人，高力認為「那時只有中国汇报资讯，但中方汇报的个案和初步调查结果均不承認病毒會人傳人。世衛組織其實相信會人傳人。」
4月6日，英國國會外交委員會發表報告，直接批評世衛處理疫情做法不當，直指中方故意誤導世衛及其他國家的科學家。呼籲在一個開放的平台上分享準確的數據，建議成立「二十國集團公共衛生組織」（G20 for Public Health），且提出參與這個組織將取決於透明和誠實。
4月7日，美国总统唐纳德·特朗普在白宫举行的例行新冠疫情记者会上批评美国贡献的世界卫生组织经费为全球最高，却偏袒中華人民共和国，以「中国为中心」（China Centric）。特朗普揚言將會「重手」限制美國對世衛的資助，又指世衛似乎經常站在中國一邊及犯錯，美方會考慮停止資助世衛。不过，世卫组织多名官员表示，否认该组织“以中国为中心”，并称当下正处新冠肺炎疫情大流行的严重时刻，不是应削减经费的时候。中華人民共和国外交部发言人赵立坚表示，美方表示将暂停向世界卫生组织缴纳会费，将对国际抗疫合作产生消极影响，并强调各国“同舟同济，守望相助，共同为全球抗击疫情做出贡献”。8日，世界衛生組織總幹事譚德塞反駁，如果不想見到更多屍袋，就要停止將疫情「政治化」，呼吁世界各地團結共同抗疫，不要用疫情來謀取政治分數，并警告这种行为如同「玩火」。针对一系列质疑，世界卫生组织同天在其官方网站发布了《世卫组织应对COVID-19疫情时间表》，指中国大陸在2019年12月31日病例报告了首例不明原因的肺炎，世界卫生组织在第二天组建事故管理支持小组并进入抗疫紧急状态。
5月18日，中共中央总书记兼中国国家主席习近平应世界卫生组织总干事谭德塞邀请，在世界卫生大会视频会议上发表致辞，称赞谭德塞“为全球防疫做出重大贡献”。
2021年3月30日，世界衛生組織總幹事譚德塞要求對武漢病毒所是否泄漏引發疫情重新進行調查，他同時公開批評中國當局沒有給國際專家提供足夠信息。
2021年11月26日，世界衛生組織把B.1.1.529譜系定性為「高關注變異株」，並將其命名為「Omicron變異株」。此次命名跳過了希臘字母「Nu」和「Xi」這兩個字母，直接銜接之前命名的SARS-CoV-2變異株名稱中的希臘字母「Mu」，RFI、纽约时报等部分媒体有记者撰文，猜测跳过Xi的理由是Xi与中共中央总书记习近平的「习姓」之漢語拼音相同。

### 美国与世卫组织关系相关争议及美国退出世卫组织
4月10日，美国国务卿邁克·蓬佩奧在白宫新冠疫情简报会上表示，“世卫组织并没有完成使命，美国将会重新评估对其的资助，并说这一做法也符合特朗普总统对国际组织的政策”，“这些组织当然得起点作用，当然要让我们看到他们的工作成果。我们是为了美国的利益，才把纳税人的钱交给这些国际组织的，我们需要确保他们能够让这些纳税人的钱发挥作用。”但被问及“是否该换掉谭德塞”时，表示现在不是做出这类改变的时候，将来会有更多时间回头看世卫组织在此次疫情上的表现。
4月13日，世界卫生组织记者会上，美国流行病学家，世卫紧急项目技术主管玛丽亚·范·科霍夫反驳了近期对于世卫的言论，称早在1月12日，中国大陸就分享了病毒基因序列，因此PCR检测才可以被迅速开发并与全球分享。两天后，世卫组织即在网站发表了PCR相关内容，很多实验室也因此可以开发PCR检测，并能在全球范围内快速开展检测。1月10日和11日，世卫组织也在网上发布了指南，包括五六种技术指导材料，对所有人开放。当时世卫组织还为各国提供了一份准备清单用于如何准备应对呼吸道病原体。科霍夫又稱，她在1月14日的新闻发布会上提到了指南的相关情况，当时被大量新闻头条报道。世卫组织担心出现超级传播事件，希望尽一切可能阻止。世卫组织特别代表戴维·纳巴罗也在美国NBC新闻台的节目中回应了特朗普和一些美國共和党议员的「世界卫生组织协助中国共产党掩盖疫情」的言论，表示中国大陸2月中旬邀请了世界卫生组织派调查组到中国大陸调查关于疾病的一切，调查组中包括美国专家在内的各国专家的调查没有任何限制，又稱他們能接触他們想获得的任何信息。
4月14日，特朗普宣布美国将停止资助世界卫生组织，认为世卫组织在处理新冠疫情时表现欠佳，没有及时公布疫情信息，没有出台有效的防疫措施。对此，美国医学会发表文章反对美国停止向世界卫生组织提供资金，并指出“削减对世卫组织的资助，而不专注于解决问题，是一个危险的举动”。美国医学会同时强烈敦促特朗普重新考虑该政策。世卫组织首席紧急状况专家莱恩表示，12月31日中国大陸向世界卫生组织通报未知来源的肺炎病例。几天后，世卫组织于1月5日向所有成员国发出警报。谭德塞亦在记者会接受美国记者提问时表示，他在两周前曾和特朗普有过交谈，希望美国继续对世界卫生组织提供资金，又稱雙方的关系非常好，希望这种关系能持续下去。
4月23日，美国国务卿蓬佩奥表示，美国可能永远不会恢复向世卫组织缴纳会费，甚至不排除组建替代机构。中国外交部发言人耿爽表示，美方行为违反世卫组织会员国义务。4月27日，美国国会众议院外交委员会宣布将针对特朗普政府暂停缴纳世卫组织会费启动调查。
5月18日，美国总统特朗普再次批评世卫组织是「中国傀儡」，总是站在中国一边。特朗普公開給世衛總幹事譚德塞4頁信件，列舉14點問題，包括台灣曾向世衛警告病毒可能人傳人，但世衛可能因為政治因素未向世界分享資訊，特朗普要求世衛30天內重大實質改革、獨立行動於中方之外，否則美國將永久終止金援且不排除退出世衛。
5月29日，特朗普在白宫记者会上宣布美国将退出世界卫生组织，理由是“世卫组织未能完成美国要求的改革”，表示将終止美國與世界衛生組織的關係，會將原本給予世衛的款項，交給有急切需要的衛生組織。随后，欧盟委员会主席冯德莱恩、欧盟外交和安全政策高级代表博雷利、德国卫生部长延斯·施潘、俄罗斯外交部发言人扎哈罗娃、爱尔兰卫生部长西蒙·哈里斯、孟加拉国达卡大学发展研究系教授提图米尔、英国利兹大学医学院副教授斯蒂芬·格里芬、牛津大学传染病顾问盖尔·卡森、德国联邦卫生部长延斯·施潘、德国外长马斯、意大利卫生部长斯佩兰萨均表示反对美国的行为。
7月6日，美国一名政府高级官员证实，白宫已正式启动美国退出世界卫生组织的工作，退出的生效日期为2021年7月6日。此前，联合国前秘书长潘基文指责特朗普在疫情期间宣布退出世界卫生组织“不负责任”。
7月7日，联合国秘书长发言人杜加里克表示，美国政府于7月6日通知联合国秘书长，将退出世界卫生组织，并告知这一决定将于2021年7月6日正式生效。
2021年1月21日，在乔·拜登就任美国总统后，其承諾美國將重返世界衛生組織，随后聯合國及世衛组织紛紛表示歡迎。美國傳染病專家安東尼·福奇以拜登首席醫學顧問的身份，表示美國將繼續作為該組織的一員，以多邊方式應對疫情，並與國際社會共同從疫情危機中復蘇。四年后的2025年1月20日，特朗普二度就任美国总统，当日他签署第14155号行政命令，指示美国退出世界卫生组织，是为第二次寻求退出。

### 巴西与世卫组织关系
6月，巴西總統博索納羅表示，鉴于世衛组织有“意識形態偏見”，博索納羅威脅巴西退出世卫组织。

## 對疫情判斷及防疫資訊的爭議

### 曾指沒有證據顯示病毒會人傳人
2020年1月14日，世界衛生組織在社交專頁發放「中國當局進行的初步調查，找不到武漢新型冠狀病毒感染的肺炎個案，有清晰人傳人的證據」，同日，世界衛生組織發言人回覆香港電台的查詢，世衛稱「未有證據顯示會有限度人傳人」。泰國於1月13日發現一名中國遊客感染新型肺炎病毒，這名來自中國武漢的63歲女遊客於2020年1月8日抵達泰國曼谷國際機場時被發現高燒，因此被送往醫院檢查，其後被送到暖武里府一所傳染病研究所接受治療，該名武漢遊客是中國以外的首宗確診個案，多家媒體都關注該病毒會否人傳人，有媒體在1月14日聲稱引述世衛指該病毒或會「有限度人傳人」，惟世衛於同日晚上卻否認有關報導，世衛稱「這是嚴重誤解」，又指「目前還沒有證據表明該病毒能進行有限的人際傳播」，而世衛在1月14日發給英國廣播公司的聲明稱「該種病毒的傳播方式仍未確認，並未有明確證據表明其可以在人際間傳播」。

### 認為戴口罩對抗疫沒有幫助
2020年1月下旬，疫情有在中國內陸地區以外擴大的跡象，各國陸續出現搶購口罩等防疫物資的情況，但世衛在3月30日仍稱不建議戴口罩，世界衛生組織緊急事件小組的首席專家萊恩在記者會上稱：「目前未有特別證據顯示，大部分人戴上口罩會有任何潛在好處。事實上，已有證據證實一旦錯誤使用或是沒有戴好口罩，可能會引致反效果。」認為只有有病的人或照顧病者，才需要戴口罩。然而在4月初，世衛稱將開會檢討是否改變一般民眾在公共場合無須戴口罩的建議。

### 传统医学在新冠肺炎中的作用
3月8日，有网民发现，WHO官网在“2019冠状病毒问答专区”一栏之中的问题“哪些措施不能有效防御病毒，甚至有害”下的回答中，中文版比之其他语言的版本，少了“寻求传统草药疗法（taking traditional herbal remedies）”一条。随后，WHO在英文版本中删除此条，最终在晚上在所有语言版本之中将此条删去。该事件在台湾引发批评，台湾网民质疑WHO的公信力或者是否害怕得罪中国大陆。

### 检测标准
1月底，世界卫生组织建议仅将检测应用在和中国有联系的患者上。意大利北部地区的医护人员虽然在流感季发现了很多有奇怪肺炎症状的病人，但由于意方采纳了世卫组织的建议，不少病患并未得到及时检测，也有医护人员接触到病患而被传染。直至2月20日，一名患者才破例得到检测，该患者也成为了意大利确认的首位社区感染病例。意大利卫生部高级官员朱塞佩·罗科(Giuseppe Ruocco)认为世界卫生组织犯了一个错误，如果意大利当时没有遵循世卫组织的建议，或许可以避免早期的传播和医护人员感染。
2月27日，意大利籍世界卫生组织专家瓦尔泰尔·里恰尔迪(Walter Ricciardi)表示对无症状者进行核酸检测缺乏科学依据。此前，意大利的检测标准针对所有来自意大利北部疫情集中地或与确诊者有密切接触的人，不论有无症状。意大利表示将遵照欧洲疾病预防控制中心的建议，只检测出现症状的高危人群。3月2日，里恰尔迪再次表示，意大利的核酸检测数目远多于欧洲其余国家，欧洲各国中英国的检测数量虽和意大利较为接近但英国的测试均用于有症状的患者，意大利对多于21000人进行检测可能会起到反作用。尽管前日里恰尔迪批评了威尼托大区对无症状者进行核酸检测的做法，但威尼托大区首脑卢卡·扎亚(Luca Zaia)坚持认为对全区民众进行核酸检测是必要的，并且表示在威尼托大区的133例确诊患者中，有约100例患者没有症状。